# Hans Sturm
Hans Sturm (ur. 3 września 1935 w Schönau an der Katzbach, obecnie Świerzawa, zm. 24 czerwca 2007 w Kolonii) – niemiecki piłkarz występujący na pozycji pomocnika.

## Kariera klubowa
Sturm zawodową karierę rozpoczynał w 1955 roku w klubie 1. FC Köln. W 1960 roku wywalczył z nim wicemistrzostwo RFN. W 1962 roku zdobył z zespołem mistrzostwo RFN, a w 1963 ponownie wicemistrzostwo RFN. Od sezonu 1963/1964 startował z klubem w nowo powstałej Bundeslidze. Sturm zadebiutował w niej 24 sierpnia 1963 w wygranym 2:0 meczu z 1. FC Saarbrücken. 31 sierpnia 1963 w wygranym 4:0 spotkaniu z Karlsruher SC strzelił dwa gole, które były jego pierwszymi w trakcie gry w Bundeslidze. W 1964 roku wygrał z drużyną mistrzostwo RFN. Rok później wywalczył z nią wicemistrzostwo RFN. W 1967 roku odszedł do Viktorii Kolonia. W 1971 roku zakończył karierę. Zmarł w 2007 roku.

## Kariera reprezentacyjna
W reprezentacji RFN Sturm zadebiutował 2 kwietnia 1958 w przegranym 0:2 towarzyskim meczu z Czechosłowacją. W tym samym roku został powołany do kadry na mistrzostwa świata. Zagrał na nich w jednym spotkaniu – przegranym 3:6 o 3. miejsce z Francją. W 1962 roku ponownie był uczestnikiem mistrzostw świata. Tym razem również wystąpił na nich jeden raz – w zremisowanym 0:0 pojedynku z Włochami. Był to jednocześnie jego ostatni mecz w kadrze.